# 東幡豆港
東幡豆港（ひがしはずこう）は、愛知県西尾市東幡豆町にある地方港湾。港湾管理者は愛知県。統計法に基づく港湾調査規則では乙種港湾に分類されている。

## 概要
三河湾のほぼ中央に位置する港湾で、後背地では幡豆石を産出することから、古くから石材の供給基地として知られた。現在も伊勢湾・三河湾沿岸などで主に公共事業に使用する捨石・被覆石などが本港から移出されている。また、周辺ではノリ漁・アサリ漁などの浅海漁業が行われている。
沖合には前島、沖島の二つの無人島がある。かつては名鉄により観光開発が行われ、それぞれ「猿が島」「うさぎ島」としてサル・ウサギが放し飼いにされていた。
2015年度の発着数は277隻（113,294総トン）である。

## 航路
かつては名鉄海上観光船が前島、沖島へ観光船を運航していたが、観光客の減少により、1997年11月30日に廃止となった。

## 港湾施設

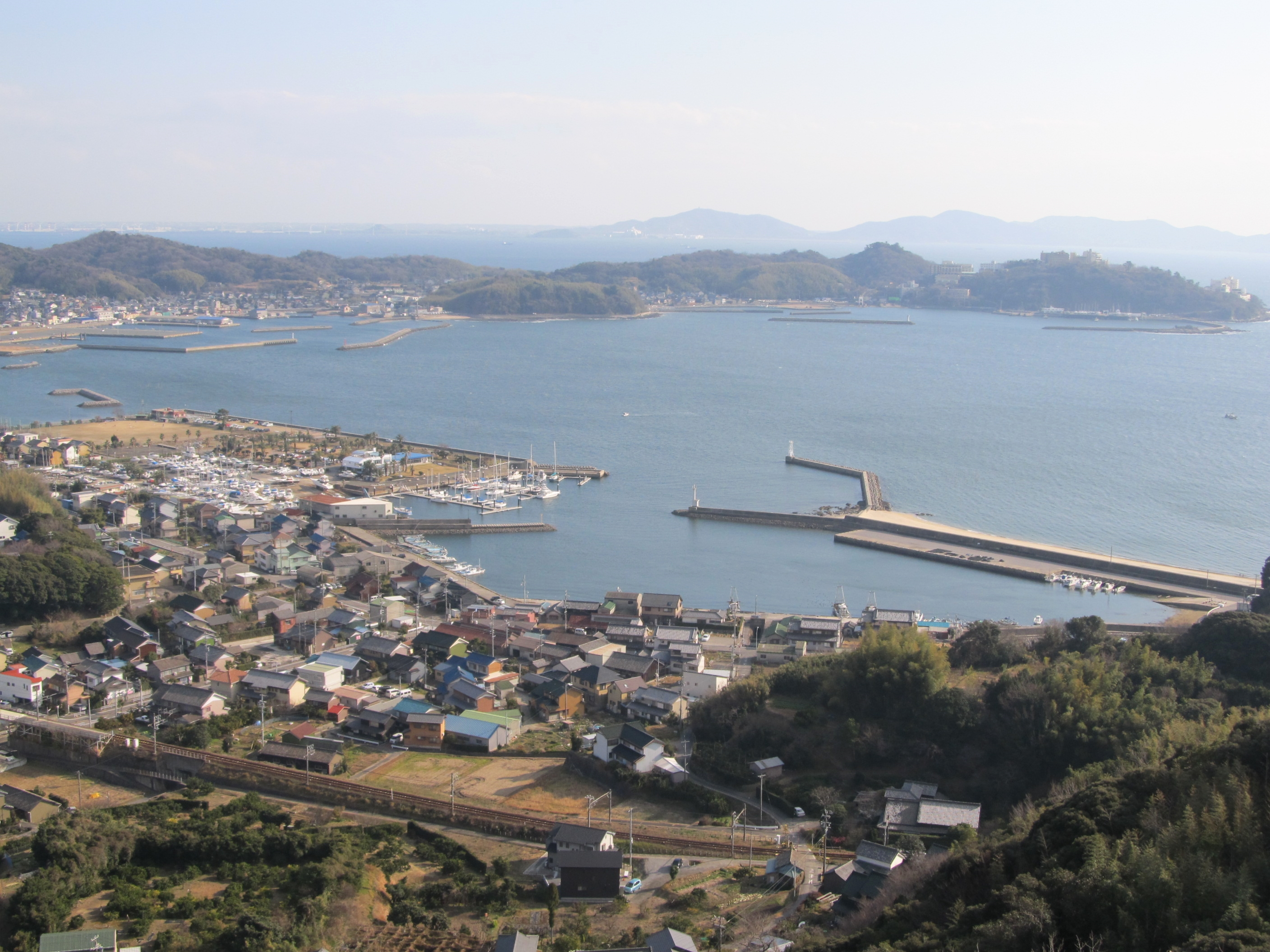
洲崎地区（洲崎港）。海を隔てて西浦半島の知柄漁港（左）と倉舞港（右）が見える。

中柴・桑畑・洲崎の3地区に分かれている。
- -5.5m岸壁（2バース、L=200m）
- -4.5m岸壁（1バース、L=70m）